# Dunnottar vára
Dunnottar vára romos, középkori erődítmény, amely meredek, sziklás földnyelven helyezkedik el, Skócia északkeleti partvonalán, körülbelül három kilométerre Stonehaven településtől. A ma is látható épületmaradványok nagyjából a 15. és a 16. századból származnak, de úgy tartják, hogy egy fontos erődítés már állt e helyen az úgynevezett sötét kor (korai középkor) idején is. Dunnottar jelentős stratégiai szerepet játszott a skót történelemben a középkortól egészen a felvilágosodás koráig. Elhelyezkedése miatt egyrészt figyelni tudta az Észak-Skócia felé tartó hajókat, másrészt pedig – mivel egy keskeny tengerparti fennsíkon állt – ellenőrzés alatt tarthatta a szárazföldi forgalmat is, különösen az ősi Causey Mounth-on, az egyetlen olyan középkori úton közlekedőket, mely a déli partoktól a porthleteni lápon át Aberdeenbe vezetett. A hely ma magántulajdonban van, azonban nyitva áll a látogatók előtt és évente turisták százezrei keresik fel.
A romok hozzávetőlegesen 12 000 négyzetméternyi területet foglalnak el, amelyet látszólag függőleges sziklák határolnak és 50 méterrel emelkedik az Északi-tenger szintje fölé. Az „L”-alakú vár egy keskeny földsávon és a masszív főbejárathoz vezető meredek ösvényen keresztül közelíthető meg. A sziklák és a fennsík által meghatározott, és észak-déli irányban mérföldekre elnyúló geológiai alakulat tengeri madarak tízezreinek ad otthont, a skót partoknak ezt a szakaszát Észak-Európa jelentős madár-menedékhelyévé téve, úgy az állatok mennyiségét, mint a fajok számát tekintve.

## Az épület-együttes
Dunnottar vára tizenegy különálló épületet számlál, melyek a 13. és a 17. század között épültek. A szárazföldi bekötő útról látható meghatározó építmény a 14. századi öreg torony, vagy lakótorony, amelyben máig fennmaradó sérüléseket okoztak Cromwell ostromágyúi. A fontos építmények közé tartozik még a 17. századi kápolna, valamint egy nagyméretű, négyszögletes épület a keleti oldalon, továbbá a dongaboltozatos „Whigs Vault”, mely a 17. században börtönnek adott otthont.
Maga a vár elméletileg két úton érhető el. Az egyik egy jól védett főkapun vezet keresztül, amelyet egy sziklahasadékba vágtak és így az esetleges támadókat a védők bármely irányból könnyűszerrel leöldöshették. A másik lehetőség egy sziklás öbölből nyíló tengeri barlang Dunnottar szikláinak északi oldalán. Innen egy meredek ösvény visz fel a sziklacsúcsra, egy jól megerősített hátsó kapuhoz.

## A középkor
Az Annals of Ulster (Ulsteri évkönyvek) tartalmaz egy feljegyzést a 681-ben lezajlott Dún Fother-i ostromról. Valószínűleg ez lehet a hely legkorábbi írásos említése. Dunnottar neve fonódik össze egy csatáéval is, mely 900-ban zajlott le II. Donald skót király és a vikingek között. Æthelstan wessexi király 934-es skóciai hadjárata során ugyancsak megtámadta Dunnottart. I. Vilmos skót király idejében Dunnottar közigazgatási szerepet kapott. II. Donald volt az első uralkodó, akit a rí Alban (azaz Alba királya) címmel illettek a feljegyzések, 900-ban bekövetkezett halálával kapcsolatban. Minden elődjéről mint a piktek királyáról, vagy Fortriu uralkodójáról szóltak. A gael krónikák ezen nyilvánvaló újításához kötik többen a Skócia létrejöttét.
Úgy tartják, hogy William Wallace vezette győzelemre az angolok ellen a skótokat Dunnottarnál 1296-ban. Wallace a legyőzött angol katonákat a vár templomába zárta, majd felgyújtotta azt, vélhetően azért, mert előzőleg a határövezetben az angolok iszonyatos mészárlást vittek végbe a polgári lakosok között.
A források eléggé hiányosan emlékeznek meg II. Eduárd angol király 1336. évi, skótok elleni csatáiról. A király megparancsolta William Sinclairnek, Roslin 8. bárójának, hogy küldjön nyolc hajót a még részben romos Dunnottarhoz, hogy azt újjáépítsék és megerősítsék, ugyanis az angolok a várat előretolt ellátó bázisként kívánták felhasználni északi előrenyomulásuk során. Rosslyn 160 katonát és lovakat adott, valamint egy kőművesekből és ácsokból álló csapatot. Az elvégzett munkák még ugyanabban az évben kárba vesztek, ugyanis a skót régens, Sir Andrew Moray egy skót sereg élén elfoglalta Dunnottart és ismételten lerombolta az erődítéseket. A 14. század végén a várat a skótok szilárdan kézben tartották. Az erősséget újjáépítették és generációkon keresztül bővítették a Marischal grófi család tagjai, köztük az George Keith (–1623) Marischal 5. grófja, az aberdeeni Marischal College alapítója (1593).

## A 16. és a 17. század

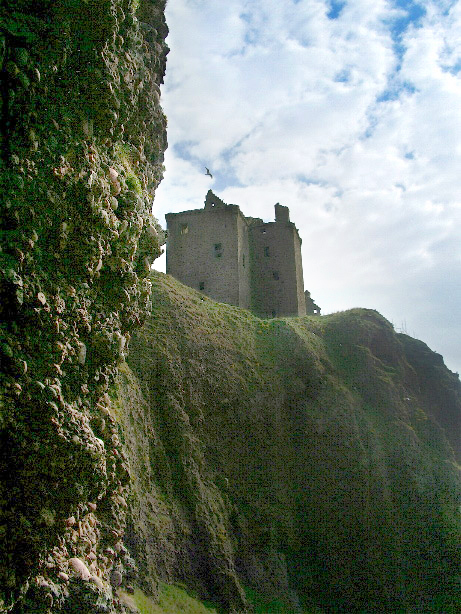
A vár alulnézetből

A 16. század elején a skótok a keleti oldalon új blokkal egészítették ki a lakótornyot. Stuart Mária 1562-ben és 1564-ben is meglátogatta Dunnottart. 1575-ben épült az a terebélyes főkapu, amely még ma is lenyűgözi a látogatókat. 1580-ban egy ideig itt lakott VI. Jakab. 1580 és 1650 között a Marischal grófok a középkori erődítményből pazar kastélyt hoztak létre, új épületeket húzva fel az északkeleti oldalon, egy négyszögletes udvar körül. A munkálatok azt eredményezték, hogy a dunnottari lett a kor legfényűzőbb lakóépülete egész Skóciában. 1582 és 1584 között egy új, nyugati szárnyat csatoltak a védművekhez. Ugyancsak a 16. században épült az új kápolna is. Ezt a 17. század elején két új szárnnyal bővítették.
1639-ben a vár tulajdonosa a Marischal 7. grófja volt, aki abban az évben csatlakozott a kovenanterekhez, ahhoz a mozgalomhoz, mely szembeszállt a hivatalos skót episzkopális egyházzal, ennélfogva magával I. Károly királlyal is. James Graham, Montrose 1. márkija, Marischal korábbi szövetségese is sikertelenül próbálta meg visszatéríteni őt a királypártiak közé. Montrose így korábbi barátja ellen fordult és megostromolta Dunnottart, felgyújtva a környező gabonamezőket is. Mindazonáltal a vár Marischal kezén maradt a számottevő szerkezeti károsodások ellenére is. Nagyjából ugyanebben az időben az aberdeeni püspökkel is újat húzó kovenanterek egy konferenciát tartottak a közeli Muchalls várában. A két várban történt események az angol polgárháború jelentős fordulópontjának bizonyultak és hozzájárultak ahhoz, hogy a monarchia közelebb kerüljön a kovenanterek eszményeihez.
1650-ben II. Károly király meleg fogadtatásban részesült Marischal gróf részéről, hogy aztán egy évvel később az inga ismét mozgásba lendüljön. Overton angol tábornok megostromolta Dunnottart azon skót koronázási jelvények (a korona, a kard és a jogar) után kutatva, amelyeket II. Károly scone-i beiktatása során használtak. A várat hősiesen védte a maroknyi, mindössze 70 főből álló helyőrség nyolc hónapon keresztül, mígnem az ostromlók nehézágyúkat vonultattak fel ellenük. 10 napos bombázást követően az akkori kapitány, Sir George Ogilvy átadta Overton elődjének Morgan tábornoknak. Az angolok azonban nem jutottak hozzá a jelvényekhez, mivel azokat az ostrom során kicsempészték a várból. A sikeres csempészakciót állítólag négy ember követte el, köztük volt Anne Lindsay, Ogilvy feleségének egyik rokona is. A kincsek Kinneff templomának padozata alá kerültek, ahol 11 évig rejtegették azokat.
1685-ben, az argylli és monmouth-i felkelést követően 125 férfit és 42 nőt zártak Dunnottar kazamatáiba. Azért vették őrizetbe őket, mert elutasították a király vallási ügyekben való fennhatóságát. 25 rab kiszökött, azonban kettejük halálra zúzta magát a sziklákon, 15-öt pedig újra elfogtak. 37 másik hűségesküt tett, őket szabadon engedték. Úgy tudni, hogy öten haltak meg a börtönben, de ez a szám forrástól függően jelentősen változik. A túlélőket aztán Nyugat-Indiába deportálták. Állítólag 70-en közülük betegség miatt elpusztultak az út során vagy közvetlenül a megérkezést követően.

## A jakobita korszak
A mindenkori csaták kimenetelétől függően hol a jakobiták, hol a Hanover-ház hívei használták a várat. 1689-ben a dundee-i vikomt záratott előretörése során tizennégy aberdeeni, jakobitizmussal vádolt embert, köztük a matematika professzorát, George Liddel-t Dunnottarba. 1715-ben a vár ágyúi a jakobita felkelőket támogatták, emiatt aztán Marischal gróf minden vagyonát elkobozták, majd három év elteltével a várat is lerombolták.

## A vár elérhetősége
Két gyalogúton keresztül lehet megközelíteni a várat. Az egyik egy 800 méteres, részben meredek gyalogösvény, mely néhány helyen új építésű lépcsőkkel van ellátva. A várat a parti út (mely az A92-es főúthoz csatlakozik) mentén kialakított autóparkolóval köti össze. A másik egy 3 kilométeres turistaút, amely a stonehaveni kikötő mögötti útból ered és a sziklacsúcs mentén halad délre, a várhoz. Az ösvény meglehetősen keskeny és néhol meredeken emelkedik, de nagyon szép kilátás nyílik a tengerre.
A vár napi rendszerességgel látogatható.

## Médiaszereplés
Itt forgatták az 1990-ben készült Hamlet című film (főszereplők: Mel Gibson és Glenn Close) több jelenetét. A The Amazing Race című amerikai tévésorozat egyik epizódja ugyancsak Dunnottarban készült.
2009 nyarán a várról készült fényképet beválasztották a Microsoft Windows 7 operációs rendszerének hivatalos háttérképei közé, így a látványosság a következőkben számítógépek millióin tűnhet fel.

## Fordítás
- Ez a szócikk részben vagy egészben  a   Dunnottar Castle című angol Wikipédia-szócikk ezen változatának fordításán alapul.  Az eredeti cikk szerkesztőit annak laptörténete sorolja fel. Ez a jelzés csupán a megfogalmazás eredetét és a szerzői jogokat jelzi, nem szolgál a cikkben szereplő információk forrásmegjelöléseként.